# Lac Vannes
Der Lac Vannes ist ein See in der kanadischen Provinz Québec.
Der Lac Vannes befindet sich in Zentral-Labrador 120 km nördlich von Schefferville und 10 km nordöstlich der Einmündung des Rivière Murdoch in den Rivière Wheeler. Der See liegt südlich des Indianerreservats Intowin. Der Lac Vannes befindet sich im Bereich des Kanadischen Schildes auf einer Höhe von etwa 350 m. Er wird durch mehrere in Nord-Süd-Richtung verlaufende Halbinseln in mehrere schmale langgestreckte Seeteile gegliedert. Die Länge des Sees beträgt 25 km. Die maximale Seebreite liegt bei 4 km. Die See bedeckt eine Fläche von 88 km². Er wird zum westlich benachbarten See Lac Patiskatikau und weiter zum Rivière Wheeler entwässert.
Der See wurde nach François Du Pont Duvivier (1676–1714), Sieur de Vannes, benannt.